# Эскирос, Альфонс
Альфо́нс Эскиро́с (фр. Alphonse Esquiros), полное имя Анри Франсуа Альфонс Эскирос (Henri François Alphonse Esquiros; 23 мая 1812 года, Париж — 12 мая 1876 года, Версаль) — французский писатель-романтик и свободомыслящий политический деятель: депутат и сенатор.

## Биография
Начиная с 1834 года, издаёт сборники стихов и романы. За книгу размышлений философско-демократического характера о жизни Иисуса «Народное Евангелие» (Evangile du peuple, 1840) был подвергнут тюремному заключению, впечатления от которого — в стихотворениях «Песни заключённого» (Chants d’un prisonnier, 1841).
Был членом законодательного собрания 1849 г.; изгнан после декабрьского переворота и жил в Англии до амнистии 1869 года, после чего был проведён радикалами в члены законодательного корпуса. Временное правительство 1870 года (фр. Gouvernement de la Défense nationale) послало его умиротворять беспорядки в Марселе. Избранный там депутатом национального собрания, он занял место крайних левых. В 1875 г. избран пожизненным сенатором.

## Творчество
Поэзия
- Сборник Les Hirondelles, 1834
- Chants d’un prisonnier, Paris, Challamel, 1841, 246 стр.
- Fleur du peuple, Paris : F. Sartorius, 1848, 71 стр.

Романы
- Le Magicien, Paris, L. Desessarts, 1838, 2 vol.
- Charlotte Corday, Paris, Desessarts, 1840, 2 vol.

Публикации
- Philosophie du Christ, 1835
- L'Évangile du peuple, Paris, Le Gallois, 1840, 139 стр. (размышления философского и демократического характера о жизни Иисуса)
- Les Vierges sages, Paris, P. Delavigne, 1842, 252 стр.
- Les Vierges martyres, Paris, P. Delavigne, 1846, 256 стр.
- Paris, ou Les sciences, les institutions, et les mœurs au XIX siecle, 1847
- Histoire des amants célèbres (совместно с Adèle Esquiros), Paris, bureau des publications nationales, 1847
- Histoire des Montagnards, Paris, V. Lecou, 1847, 2 т.
- Regrets. — Souvenirs d’enfance. — Consolation. — Jalousie, (совместно с Adèle Esquiros), Paris, imprimerie de Bénard, 1849
- Le Droit au travail, de son organisation par la réforme des institutions de crédit, Blois, C. Groubental, 1849, 40 стр.
- De la Vie future au point de vue socialiste, Marseille, bureaux de la Voix du peuple, 1850, 144 стр.
- Histoire des martyrs de la liberté, Paris, J. Bry aîné, 1851, 240 стр.
- Les Confessions d’un curé de village, Paris, J. Bry, 1851, 48 стр.
- Les Fastes populaires, ou Histoire des actes héroïques du peuple et de son influence sur les sciences, les arts, l’industrie et l’agriculture, Paris, administration des publications populaires, 1851—1853, 4 т.
- Le Château d’Issy, ou les Mémoires d’un prêtre, Bruxelles, J. B. Tarride, 1854, 238 p. (rééd. Leipzig, A. Durr, 1860)
- Les Vierges martyres, Les Vierges folles, Les Vierges sages 1840-42, La Morale universelle, 1859 (переиздание)
- La Néerlande et la vie hollandaise, Paris, Michel Lévy frères, 1859, 2 т.
- Itinéraire descriptif et historique de la Grande-Bretagne et de l’Irlande (совместно с Adolphe Joanne), Paris, L. Hachette, 1865, 739 стр.
- L’Angleterre et la vie anglaise, Paris, J. Hetzel, 1869, 5 т.
- L'Émile du dix-neuvième siècle, Paris, Librairie internationale, 1869, стр..
- Les Paysans, Paris, librairie de la Bibliothèque démocratique, 1872, стр.
- Ce qu’on pensait de l’Empire à l'étranger, Paris, Le Chevalier, 1875, стр.

Переписка
- Choix de lettres, Paris ; Genève, Champion-Slatkine, 1990, 144 стр.